# Extras (televisieserie)
Extras is een humoristische Britse sitcom over figuranten in films. De serie werd geschreven door Ricky Gervais en Stephen Merchant, het duo dat eerder al The Office bedacht. De serie won verschillende prijzen, zoals een BAFTA, een Golden Globe en een Emmy Award.

## Geschiedenis
De eerste aflevering werd uitgezonden op 21 juli 2005 op BBC2. Sinds 5 december 2005 is de serie ook op Canvas te zien. De eerste reeks telde zes afleveringen. De tweede reeks werd voor het eerst uitgezonden op 14 september 2006 op BBC2 en sinds 8 januari 2008 op Canvas. De tweede reeks bestond uit zes afleveringen en een Christmas Special. In de tweede reeks draait het voornamelijk rond de eigen sitcom van Andy, When the Whistle Blows. Op 27 december 2007 werd de Christmas Special uitgezonden. Beide seizoenen zijn verkrijgbaar op dvd.
Extras heeft geen traditionele begingeneriek. De afleveringen starten meestal met een stukje echte film, waarna men een beeld krijgt van het hele opnameproces. Tijdens de opnamen toont Extras het wel en wee van hoofdpersonages Andy Millman en Maggie Jacobs, beiden figurant. Opmerkelijk zijn ook de bekende gastacteurs die vaak een parodie op zichzelf spelen. In tegenstelling tot The Office gaat het hier om pure fictie, en dus geen docufictie (mockumentary).

## Rolverdeling

### Hoofdpersonages
- Ricky Gervais ... Andy Millman
- Ashley Jensen ... Maggie Jacobs
- Stephen Merchant ... Darren Lamb (Andy's manager)
- Shaun Williamson ... Barry (uit EastEnders)

### Terugkerende personages
- Shaun Pye ... Greg

## Afleveringen

### Seizoen 1
De afleveringen van seizoen 1 in volgorde van uitzenden.
| # | Gastacteur(s)             | Uitzenddatum     |
| --- | ------------------------- | ---------------- |
| 1 | Ben Stiller               | 21 juli 2005     |
| Andy en Maggie figureren in een film geregisseerd door Ben Stiller. De film is gebaseerd op het leven van Goran, een Oost-Europese man diens vrouw en zoon gedood zijn in de Balkanoorlogen. Andy probeert een rol met tekst te bemachtigen door te slijmen bij Goran. Echter wanneer dit uiteindelijk lukt krijgt Andy ruzie met Stiller net voordat hij zijn opwachting maakte, en wordt van de set gestuurd. Maggie is geïnteresseerd in een crewlid maar de zaken gaan mis zodra Andy opmerkt dat één been korter is dan de ander. |                           |                  |
| 2 | Ross Kemp en Vinnie Jones | 28 juli 2005     |
| Andy werkt bij een televisieserie met Ross Kemp in de hoofdrol. Andy's rivaal, Greg, werkt in dezelfde studio voor een film met Kemps rivaal, voetballer Vinnie Jones. Kemp beweert dat hij een SAS training heeft gedaan en Jones wel aan te kunnen. Later confronteert Jones hem hiermee waarna hij alles ontkent. Hij geeft vol angst toe tegenover Andy dat alles gelogen was. |                           |                  |
| 3 | Kate Winslet              | 4 augustus 2005  |
| Andy en Maggie raken bevriend met Kate Winslet wanneer ze met haar werken aan een oorlogsfilm over de Holocaust. Maggie heeft een relatie met een assistent die graag wil dat ze vieze woordjes tegen hem zegt aan de telefoon, maar ze heeft geen idee wat ze moet zeggen. Winslet wil haar wel helpen en blijkt hier erg goed in te zijn. Later dumpt Maggies vriend haar wanneer hij ziet dat Andy en Winslet obscene gebaren maken achter zijn rug. Intussen doet Andy, die atheïst is, alsof hij katholiek is om zo closer te worden met een figurante. Zij nodigt hem uit voor een intiem samenzijn, wat naderhand een Bijbelstudie bijeenkomst blijkt te zijn. |                           |                  |
| 4 | Les Dennis                | 11 augustus 2005 |
| Andy's manager weet hem de rol van Geest in de pantomime versie van Aladdin te regelen waarin Les Dennis de hoofdrol heeft. Dennis is verloofd met de jongere Simone Reynolds, maar het huwelijk staat op springen vanwege de vele teleurstellingen in zijn carrière. Andy ontdekt dat Reynolds stiekem vreemdgaat met een toneelknecht waarna hij Dennis in bescherming neemt door te voorkomen dat hij erachter komt. Maar wanneer Dennis aangeeft misschien zelf met de relatie te stoppen verteld Andy wat hij weet. Dennis stopt midden in de voorstelling om te preken over de uitzichtloosheid van zijn leven. Intussen komt Maggie een oude vriendin tegen. Het leven van deze vriendin wordt beheerst door haar vader die haar als een klein kind behandeld. Maggie wordt uitgenodigd voor haar verjaardag maar moet vertrekken nadat ze haar vriendin had aangemoedigd om haar eigen leven te gaan leiden. |                           |                  |
| 5 | Samuel L. Jackson         | 18 augustus 2005 |
| Samuel L. Jackson speelt de hoofdrol als Amerikaans politieagent in een Britse politiethriller. Collega figurant Steve Speirs geeft zijn rol met Jackson op ten gunste van Andy. Maar wanneer deze collega deze gunst gebruikt als excuus om vrienden te worden met Andy probeert Andy met leugens en excuses om hem af te wimpelen. Uiteindelijk gaat Andy toch akkoord om met hem wat te gaan eten, waarna Andy ervoor zorgt dat iedereen in het restaurant weet dat ze geen koppel zijn. De depressieve houding van de man zorgen ervoor dat Andy knapt en zijn gezicht herhaaldelijk in de soep doopt. Maggie voelt zich aangetrokken tot een jonge zwarte acteur. Na enkele misverstanden, dankzij haar overgevoeligheid over ras, weet ze hem uit te vragen. De date mislukt uiteindelijk dankzij nog meer misverstanden. Later komt ze Jackson tegen die ze verwart met Laurence Fishburne. Andy probeert deze vergissing recht te trekken maar maakt het alleen maar erger waarna hij zijn rol met Jackson verliest. |                           |                  |
| 6 | Patrick Stewart           | 25 augustus 2005 |
| Andy en Maggie werken samen met Patrick Stewart aan Shakespeares The Tempest. Andy probeert zijn sitcom script onder de aandacht te krijgen van Stewart. Wanneer dit lukt praat Stewart ronduit over zijn seksueel getinte film waarin hij de hoofdrol wil spelen. Uiteindelijk gaat Stewart akkoord om het script door te geven waarna Andy uitgenodigd wordt door de BBC. Andy wordt gevraagd zijn script te herschrijven met schrijver Damon Beesley (Martin Savage), met als doel een pilot aflevering op te nemen. Andy klaagt over Damon tegen Maggie, die later zijn opmerkingen ("hij is tè homo") doorspeelt aan Damon. De ook homoseksuele BBC-producer dreigt de stekker uit het project te trekken. Andy weet het recht te trekken maar is niet blij met de veranderingen aan zijn script. Toch besluit hij door te gaan, ondanks dat hij hiervoor zijn idealen moet opgeven. |                           |                  |

### Seizoen 2
De afleveringen van seizoen 2 in volgorde van uitzenden.
| # | Gastacteur(s)                                                                          | Uitzenddatum      |
| --- | -------------------------------------------------------------------------------------- | ----------------- |
| 7 | Orlando Bloom                                                                          | 14 september 2006 |
| Andy is volop bezig aan de eerste uitzending van z'n nieuwe sitcom, When The Whistle Blows. Maggie is nog steeds een figurant en werkt mee aan een rechtbankfilm met Orlando Bloom in de hoofdrol. Orlando is overduidelijk ijdel en vindt zichzelf erg knap, terwijl hij voortdurend opmerkingen maakt over z'n collega Johnny Depp. Andy's sitcom is niet volledig zoals hij het wil, maar is wel succesvol bij het grote publiek. |                                                                                        |                   |
| 8 | David Bowie                                                                            | 21 september 2006 |
| Andy en z'n sitcom krijgen van elke recensent slechte beoordelingen. Maar hij merkt wel dat de man op de straat de show grappig vindt. Wanneer hij naar een bar gaat vol bekende figuren, mag hij in de VIP-ruimte zitten. Maar hij moet meteen plaats maken voor David Bowie, die vervolgens een liedje zingt om Andy belachelijk te maken. Andy druipt af en keert terug naar z'n stamcafé. |                                                                                        |                   |
| 9 | Daniel Radcliffe en Warwick Davis                                                      | 28 september 2006 |
| Andy krijgt een kleine rol in een film met o.a. Daniel Radcliffe, Dame Diana Rigg en Warwick Davis. Wanneer hij op restaurant gaat met Maggie maakt hij zich boos op een gehandicapte jongen. Hierdoor wordt Andy in de media uitgespuwd. Net wanneer de mediastorm is gaan liggen, krijgt Warwick Davis, een dwerg, een kniestoot van Andy. Andy weet dat hij hierdoor opnieuw op een negatieve manier in de media zal belanden. Ondertussen probeert Daniel Radcliffe als een echte puber elke vrouw in z'n buurt te versieren. Ook Maggie ontsnapt niet aan Daniel. |                                                                                        |                   |
| 10 | Chris Martin                                                                           | 5 oktober 2006    |
| Wanneer Andy op een dag Chris Martin, de zanger van Coldplay, ontmoet, wil die in Andy's sitcom verschijnen om reclame te maken voor een nieuw album. Andy wil het voorstel afwijzen, maar de producers van de show vinden het idee te gek. Chris Martin verschijnt in de show en zingt een liedje. De volgende dag worden Andy en z'n sitcom door de pers opnieuw met de grond gelijk gemaakt. Toch slaagt hij er in om genomineerd te worden voor een BAFTA. Andy gaat naar de prijsuitreiking, maar wint niet. Integendeel, alles loopt fout en hij wordt belachelijk gemaakt. Bovendien wordt hij beschuldigd van cocaïnegebruik op het toilet. Als straf kan hij nooit nog in aanmerking komen voor een BAFTA. |                                                                                        |                   |
| 11 | Sir Ian McKellen                                                                       | 12 oktober 2006   |
| Andy ontmoet een oude schoolvriend, die dacht dat Andy een homo was. De twee zijn goede vrienden maar elkaars tegenpolen. Andy probeert ondertussen aan te tonen dat hij ook serieus acteerwerk aankan. Daarom neemt hij de hoofdrol aan in een toneelstuk van Sir Ian McKellen. Andy heeft in het toneelstuk een relatie met een man en moet op het einde die man kussen. Andy weigert omdat zijn oude schoolvriend, een echte macho, in het publiek zit. Andy maakt zich hopeloos belachelijk en weet dat hij weer kritiek gaat krijgen. |                                                                                        |                   |
| 12 | Robert De Niro en Jonathan Ross                                                        | 19 oktober 2006   |
| Andy is z'n sitcom en zijn manager Darren beu. Bovendien raakt hij erg goed bevriend met de bekende televisie- en radiopresentator Jonathan Ross. Maggie voelt zich in de steek gelaten, maar blijft Andy steunen. Ondertussen krijgt Darren een ultimatum. Hij moet een afspraak regelen met Andy's grote voorbeeld: Robert De Niro. Als het hem lukt, mag hij blijven, anders wordt hij ontslagen. Zonder het goed te beseffen, heeft Andy zichzelf verplicht om een zieke jongen in het ziekenhuis te gaan bezoeken. De eerste keer neemt hij Maggie mee, maar de tweede keer kan hij niet en stuurt hij Maggie alleen op pad. Andy moet namelijk naar Robert De Niro, want Darren is erin geslaagd om hem te contacteren. Op het laatste nippertje besluit Andy toch naar het ziekenhuis te gaan en niet naar De Niro. Maggie begrijpt hem niet en noemt hem een dommerik. Maar dan belt Darren hem op om te zeggen dat hij met De Niro in een café zit en dat ze hem verwachten. Andy neemt Maggie mee en vertrekt richting z'n grote voorbeeld. |                                                                                        |                   |
| 13 | Christmas Special met o.a. George Michael, Clive Owen, Gordon Ramsay en David Tennant. | 27 december 2006  |